# Iago (film)
Iago è un film del 2009 diretto da Volfango De Biasi.
Pellicola con protagonisti Nicolas Vaporidis e Laura Chiatti, liberamente ispirata alla famosa opera di William Shakespeare Otello; è stata distribuita nelle sale cinematografiche italiane a partire dal 27 febbraio 2009 da Medusa Film.
Iago è il secondo lavoro del regista De Biasi, dopo Come tu mi vuoi del 2007, sempre interpretato da Vaporidis.

## Trama
Riadattati all'epoca contemporanea e senza finale drammatico, i nomi dei personaggi e gran parte della trama seguono la versione dell'Otello di William Shakespeare piuttosto che l'originale novella Il moro di Venezia del 1565 di Giambattista Giraldi Cinzio, dalla quale riprende però il tema dell'amore di Iago per Desdemona.
Iago è un brillante studente di architettura, prossimo alla laurea, innamorato della collega Desdemona, bella e altolocata figlia del rettore dell'ateneo, il professor Brabanzio; a rovinare le sue aspettative sentimentali, oltre che professionali, ci si mette Otello, giovane e affascinante francese di nobili origini che, grazie all'amicizia del padre col rettore, ruba e fa suoi i progetti di Iago. Con la complicità dei due amici Emilia e Roderigo, e sfruttando l'ingenuità di Cassio, Iago decide di vendicarsi tessendo una sottile tela di menzogne e bugie, mettendo i protagonisti l'uno contro l'altro.

## Produzione

### Riprese
Le riprese di Iago sono cominciate il 15 settembre 2008 e sono state effettuate fra Venezia, Padova e Roma.

## Colonna sonora
Ad accompagnare i trailer del film sono state scelte le canzoni Love is Noise dei Verve, That's not my name dei Ting Tings e Beggin dei Madcon.

## Accoglienza

### Critica
Il film ha totalizzato 2007446 € al botteghino deludendo le alte aspettative dovute al fatto di essere il film successivo al grande successo di De Biasi Come tu mi vuoi, che aveva incassato oltre 7 milioni di euro.
La critica del pubblico e degli esperti ha stroncato il film quasi unanimemente, descrivendolo come «pretenzioso, presuntuoso e modestamente recitato», inefficiente nell'intrattenimento, inconsistente, «un’offesa al cinema, a Shakespeare, a Venezia, agli spettatori, al mondo intero», «funestato da una pessima fotografia, da un montaggio degno di Windows Movie Maker e da uno dei doppiaggi più scarsi a memoria di spettatore».